# Edward Augustus Holyoke (Mediziner, 1728)

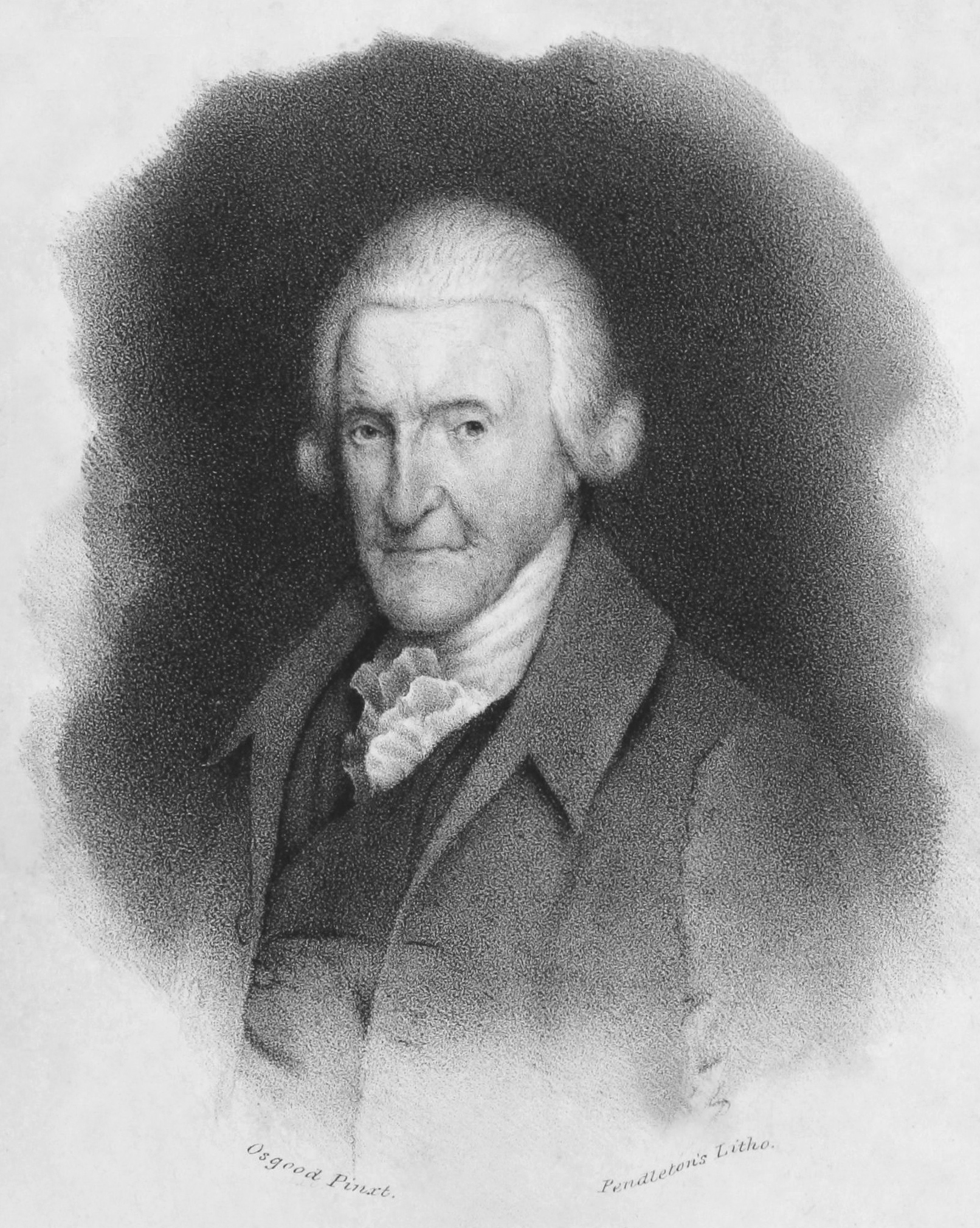
Edward Augustus Holyoke

Edward Augustus Holyoke (* 1. August 1728 in Marblehead, Province of Massachusetts Bay; † 31. März 1829 in Salem, Massachusetts) war ein amerikanischer Arzt. Er war eines der 62 Gründungsmitglieder der American Academy of Arts and Sciences und stand dieser von 1814 bis 1820 als Präsident vor.

## Werdegang
Edward Augustus Holyoke kam 1728 als zweites von acht Kindern zur Welt. Sein Vater war Edward Holyoke, späterer 9. Präsident des Harvard College, eines Teils der Harvard University. Seine Vorfahren väterlicherseits stammen aus Tamworth in England.
Von 1742 bis 1746 besuchte Holyoke die Harvard University, ehe er im Anschluss für ein halbes Jahr an Schulen in Roxbury und Lexington unterrichtete. Im Juli 1747 begann er eine medizinische Ausbildung, die er im April 1749 beendete. Im Juni gleichen Jahres ließ er sich in Salem nieder und praktizierte in der Stadt jahrzehntelang als Arzt. Besonders verdient machte sich Holyoke um die Bekämpfung der Pocken, bei der er sich selbst einer Inokulierung aussetzte, um seine Patienten von dieser Form der Impfung zu überzeugen. 600 seiner Patienten stimmten danach dieser umstrittenen Behandlung zu, von denen in der Folge nur zwei verstarben. Zudem war er einer der ersten, der die Benutzung von Hartzinn-Geschirr mit einer Bleivergiftung in Verbindung brachte. 1783 erkannte ihm die Harvard University ehrenhalber den M. D. zu, wobei dies der erste medizinische Doktorgrad war, den die Universität überhaupt verlieh. Zudem war er Mitbegründer der Massachusetts Medical Society und fungierte von 1782 bis 1784 sowie von 1786 bis 1788 als deren Präsident. Im Zusammenhang mit der Herausgeberschaft der Society (heute The New England Journal of Medicine) betätigte er sich auch erstmals als Autor medizinischer Fachartikel.
Parallel zu seiner Tätigkeit als Arzt betätigte er sich als Ausbilder für ca. 35 Medizinstudenten. Einer seiner Schüler schrieb über ihn, dass er sich fast jedes Jahr die neuesten medizinischen Fachbücher aus England importieren ließe und auch in Astronomie, Meteorologie, Philosophie und Theologie kundig sei. Als „Mann der Wissenschaft“ wurde er 1780 zu einem der 62 Gründungsmitglieder der American Academy of Arts and Sciences, der er später, von 1814 bis 1820, auch als Präsident vorstand.
Edward Augustus Holyoke, der in Schriften auch häufig als „Dr. Holyoke“ bezeichnet wird, um ihn von seinem gleichnamigen Vater zu unterscheiden, verstarb 1829 im Alter von 100 Jahren.

## Persönliches
Edward Augustus Holyoke heiratete im Jahre 1755 Judith Pickman, die im Jahr darauf ein Mädchen zur Welt brachte, jedoch kurz darauf starb; ebenso wie ihre neugeborene Tochter. In der Folge heiratete Holyoke 1759 erneut und hatte mit seiner neuen Ehefrau Mary Viall zwölf Kinder, von denen allerdings nur zwei Töchter das Erwachsenenalter erreichten.